# Шмейц, Иржи
Иржи Шмейц (чеш. Jiří Šmejc; 12 октября 1971, Карловы Вары, Чехословакия) — чешский предприниматель. Владелец инвестиционной компании Emma Capital и CEO международного инвестиционного холдинга PPF.

## Биография
Иржи Шмейц родился 12 октября 1971 в Карловых Варах.
Окончил физико-математический факультет Карлова университета в Праге по специальности «Математическая экономика и информационные технологии».
В 1992 году Шмейц основал IT-компанию PUPP Consulting. С середины 1990-х годов занимался инвестициями на рынках капитала.
В 1995 году основал компанию MEF Holdings, основной деятельностью которой было слияние и поглощение компаний.
До 2004 года был собственником 34 % частного чешского телеканала TV NOVA. В июле 2004 года группа PPF объявила, что Шмейц присоединяется к топ-менеджменту холдинга. В 2005 году Иржи Шмейц стал акционером холдинга, выкупив 5 % пакет акций, которым владел до 2012 года.
В 2012 году Шмейц был назначен председателем правления Home Credit.
Шмейц активно участвовал в развитии Home Credit на российском рынке и расширении бренда в Азии, в том числе и в Китае. В том же 2012 году Шмейц основал собственную инвестиционную группу Emma Capital, став мажоритарным акционером.
В 2019 году Шмейц приобрёл контрольный пакет акций крупнейшего молдавского поставщика электроэнергии Premier Energy.
В 2021 году предприниматель выкупил чешскую логистическую компанию MailStep и запустил в Греции сервис доставки BoxNow.
В 2022 году Шмейц купил контрольный пакет акций онлайн-поисковика мебели FAVI у Pale Fire Capital.
В июне 2022 года Иржи Шмейц был назначен главным исполнительным директором PPF.
Условия назначения предполагали, что в должности CEO PPF Шмейц не будет получать заработную плату, а сможет воспользоваться в 2025 году опционом на покупку до десяти процентов акций холдинга.
В декабре 2022 года Шмейц  купил 25 % акций казахстанского Home Credit Bank у российского ООО «Хоум Кредит энд Финанс Банк», увеличив свою долю до 34,7 %.
С состоянием в 23,2 миллиарда чешских крон (~1.05 млрд долларов США) Иржи Шмейц занял 14-ю строчку в рейтинге «100 самых богатых чехов 2022 года» по версии Forbes.